# سنام (جبل)
جبل سنام هو تلٌّ في مقاطعة سنام رقم 3 في قضاء سفوان في محافظة البصرة جنوب العراق قرب الحدود العراقية الكويتية وهو من المرتفعات القليلة في تلك المنطقة من البادية العراقية. ارتفاعه حوالي 156 متراً فوق سطح البحر، و120 متراً فوق الأراضي المجاورة، والبعد 5 أميال بينه وبين مدينة سفوان شرقاً، امتداد الجبل ميل واحد من الشمال إلى الجنوب، ونصف ميل من الشرق إلى الغرب، شكله كالمعين الهندسي، قال الخليل بن أحمد الفراهيدي البصري "سفوان: اسم موضع لبني تميم عند جبل يقال له: سنام ببادية البصرة".
يعد تركيب جبل سنام قبة ملحية اختراقية (peircement salt dome) تنكشف صخور جزئها العلوي على السطح في جنوبي العراق. تكمن أهمية هذا التركيب في كونه ظاهرة جيولوجية وطوبوغرافية فريدة من نوعها في العراق مرتفعة بصورة ملفتة للنظر مقارنة بالأراضي المنبسطة المحيطة بها من كل جانب.ولما كان اصطـلاح (جبل-
mountain)لا يطلق على مرتفع طوبوغرافي ما لم يصل ارتفاعه إلى (600) متراً عن مستوى سطح البحر فأكثر، لذلك فأن إطلاق هذا الاصطلاح على هذا التركيب يعد أمراً خاطئاً من وجهة النظر العلمية لكونه ذا ارتفاع قليل نسبياً لا يتجاوز (152) متراً (503 أقدام) عن مستوى سطح البحر. إلا أن انفراده في تلك المنطقة المستوية وبشكل يشبه (سنام الجمل) يعتقد انه كان السبب في إطلاق هذه التسمية عليه من قبل سكان المنطقة المحليين عبر الأزمنة المتعاقبة.
جغرافياً، يقع تركيب جبل سنام في أقصى جنوبي العراق. بمحاذاة الحدود العراقية الكويتية.ويبعد تحديداً حوالي 45 كيلومتراً إلى الجنوب الغربي من مدينة البصرة. وحوالي (8.5) كيلومترات في غرب مدينة سفوان. حيث يتحدد موقعه في النقطة التي احداثياتـها( 33˝07´30˚)شمالا و(24˝37´47˚)شرقـاً (شكل1.1).و تبعاً لتقسيمات Buday & Jassim(1987) الفيزيوغرافية للعراق فأن تركيب جبل سنام يقع ضمن سهل الدبدبة(Dibddiba plain)العائد إلى منطقة الرصيف غير المستقر(Unstable shelf) التابع إلى نطاق وادي الرافدين (Mesopotamian Zone). أما تكتونياً، فأن التركيب يقع ضمن منطقة الأحواض الغائرة العائدة لنطاق ما بين النهرين من أرض المقدمة للطبق العربي (Arabian Plate) وذلك حسب تقسيمات العراق التكتونية التي أقترحهاNuman(2001).
أن تتابع جبل سنام الصخري يمكن تقسيمه إلى ثلاث وحدات رئيسة وهي من الأعلى إلى الأسفل: وحدة الصخور الجيرية المترهصة، وحدة الجبس ووحدة الدولومايت.والتي مثلت نسبا وصلت إلى %8 ،%71 ،%21 على التوالي.
عانت معظم صخور جبل سنام من عمليات تحويرية مختلفة الأنواع والشدة، وهذه الأنواع نسبة إلى شدة تأثيرها وأنتشارها هي : الجبسنة والدلمتة واعادة التبلور والسمنتة والانضغاط والسلكتة. كما ظهر أن بعض صخور جبل سنام الرسوبية والنارية قد تعرضت إلى عمليات تحول إقليمي وحراري وغيرها، وبدرجات واطئة الشدة بصورة عامة. أثرت على هذه الصخور قبل أزاحتها بفعل الأملاح العميقة المندفعة نحو السطح.
طباقياً، تبين أن معظم صخور هذا التركيب يمكن أن تكون جزءاً من صخور سلسلة هرمز المتبخراتية. والتي تعود عمرياً إلى فترات ما قبل الكامبري المتأخر (570) مليون سنة مضت وقد سيقت نحو الأعلى بفعل أسطوانة جبل سنام الملحية أثناء اختراقها باتجاه سطح الأرض. وهي بذلك يمكن عدها أقدم الصخور المنكشفة سطحياً في العراق والمنكشف الوحيد فيه لصخور هذه السلسلة.